# Кім Хьонг Те
Кім Хьонг Те (англ. Kim Hyung-tae, кор. 김형태(金亨泰)) (6 лютого 1965) — південнокорейський дипломат. Надзвичайний і Повноважний Посол Республіки Корея в Україні та Молдові за сумісництвом.

## Життєпис
Народився 6 лютого 1965 року. У 1991 році отримав диплом бакалавра китайської мови та літератури в Університеті Йонсей, Сеул, Корея.
У квітні 1991 року склав іспит для роботи на вищій дипломатичній службі.
З травня 1991 року — співробітник Міністерства закордонних справ (МЗС) Республіки Корея
З грудня 1997 року — Другий секретар Посольства Республіки Корея в Китайській Народній Республіці
З грудня 2000 року — Перший секретар Боннського офісу Посольства Кореї у Федеративній Республіці Німеччина.
З грудня 2005 року — Радник Посольства Кореї в Республіці Індонезія
З липня 2008 року — Директор відділу співробітництва в галузі розвитку Бюро співробітництва в галузі розвитку Міністерства закордонних справ та торгівлі (MOFAT)
З грудня 2009 року — Директор відділу регіонального співробітництва у Північно-Східній Азії, Бюро у справах Північно-Східної Азії, (MOFAT)
З січня 2011 року — Радник Посольства Кореї в Співдружності Австралія
З грудня 2013 року — Заступник Генерального консула Генерального консульства Кореї в Циндао, Китай
З грудня 2014 року — Міністр-радник Посольства Кореї в Китайській Народній Республіці.
З грудня 2016 року — Генеральний консул Південної Кореї в Ченнаї (Індія).
З квітня 2020 року — Посол з міжнародних відносин, Північна Чхунчхон, Корея
З травня 2021 року — Надзвичайний і Повноважний Посол Південної Кореї в Києві, (Україна).
Пан Кім Хьонг Те, вступив на посаду посла 11 червня 2021 року, вручив копії Вірчих грамот Заступнику Міністра закордонних справ України, пану Євгену Єніну 15 червня 2021 року.
19 серпня 2021 року — вручив вірчі грамоти Президенту України Володимиру Зеленському.